# Villerupt
Villerupt là một xã trong vùng Grand Est, thuộc tỉnh Meurthe-et-Moselle, quận Briey, tổng Villerupt. Tọa độ địa lý của xã là 49° 28' vĩ độ bắc, 05° 55' kinh độ đông. Villerupt nằm trên độ cao trung bình là 380 mét trên mực nước biển, có điểm thấp nhất là 309 mét và điểm cao nhất là 442 mét. Xã có diện tích 6,56 km², dân số vào thời điểm 1999 là 9686 người; mật độ dân số là 1477 người/km². Villerupt nằm về phía đông nam của Longwy.